# Arquitecto de Sueños
Arquitecto de Sueños fue un programa de producción nacional independiente, tenía un corte místico y se emitió diariamente por la señal de Venevisión. Antes se producía en Venezuela, pero desde el año 2015 hasta su final se produjo en Miami, Estados Unidos.
El programa se estrenó en CMT en 2003, pero en 2006 pasó a transmitirse por Venevisión. Finalizó oficialmente el 29 de enero de 2016.

## Desarrollo
Ofrece al público temas como la astrología, el Tarot Oriental, el Feng Shui y entrevistas a especialistas del mundo holístico, además de herramientas de crecimiento personal, éxito y prosperidad.
Con una paráfrasis sencilla, práctica y reflexiva, Alfonso León desarrollaba su programa apoyándose en las efemérides astrológicas y la interpretación del Tarot de Osho con el Tarot de la Nueva Visión signo por Signo, agrupados en sus respectivos elementos.
Durante el espacio se comparten anécdotas con invitados especiales para profundizar conceptos relacionados con el crecimiento personal y los valores espirituales, así como sugerencias para mejorar el día según sus vibraciones energéticas, conectando al espectador con terapias alternativas que lo ayuden en su vida diaria.
El programa ha desencadenado en sus televidentes la prosperidad y repartición de sabiduría, existen giras a nivel internacional, escuela de formación de especialistas y todo tipo de consultas que Alfonso León ofrece a su teleaudiencia. Uno de los mayores atractivos que tiene el programa es el Horóscopo que impartía día a día pero que sigue también haciendo a través de las redes sociales.

## Salida temporal
Alfonso León anunció en enero su retirada de Venevisión con el fin de darse un tiempo para ir impartiendo su conocimiento en diferentes países, el 29 de febrero de 2012 se realizó la última emisión de su programa despidiéndose del público con un "hasta pronto" y dando las gracias por toda esa sabiduría que había adquirido gracias al programa. Durante esta etapa fue precedido por Astrología y destino, conducido por Gabriel Novoa.
Regresó el 10 de diciembre de 2012, después de meses de su ausencia, viajando por el mundo, volvió de regreso con su programa a Venevisión.

## Transmisión
- Venezuela: Venevisión  lunes a viernes a las 07h30
- Venezuela: Venevisión Plus lunes a viernes a las 09h00
- México: Cadenatres lunes a viernes a las 11h30
- Latinoamérica y  España: Ve Plus TV Canal internacional de Venevisión lunes a viernes a las 09h00
- Colombia : VmasTV lunes a viernes a las 07h00
- Latinoamérica: lunes a viernes Glitz* 9:30am VEN
- Argentina: Ve Plus TV lunes a viernes a las 09h00